# Ганкок (Мен)
Ганкок (англ. Hancock) — місто (англ. town) в США, в окрузі Генкок штату Мен. Населення — 2466 осіб (2020).

## Демографія
Згідно з переписом 2010 року, у місті мешкали 2394 особи в 1044 домогосподарствах у складі 670 родин. Було 1437 помешкань
Расовий склад населення:
| - 96,6 % — білих - 0,7 % — азіатів - 0,5 % — корінних американців - 0,5 % — чорних або афроамериканців |

До двох чи більше рас належало 1,6 %. Частка іспаномовних становила 1,3 % від усіх жителів.
За віковим діапазоном населення розподілялося таким чином: 20,0 % — особи молодші 18 років, 62,2 % — особи у віці 18—64 років, 17,8 % — особи у віці 65 років та старші. Медіана віку мешканця становила 44,0 року. На 100 осіб жіночої статі у місті припадало 95,1 чоловіків;  на 100 жінок у віці від 18 років та старших — 93,1 чоловіків також старших 18 років.
Середній дохід на одне домашнє господарство  становив 59 066 доларів США (медіана — 45 372), а середній дохід на одну сім'ю — 69 724 долари (медіана — 62 071). Медіана доходів становила 39 318 доларів для чоловіків та 32 298 доларів для жінок. За межею бідності перебувало 14,1 % осіб, у тому числі 32,6 % дітей у віці до 18 років та 5,9 % осіб у віці 65 років та старших.
Цивільне працевлаштоване населення становило 1171 особа. Основні галузі зайнятості: освіта, охорона здоров'я та соціальна допомога — 19,0 %, роздрібна торгівля — 14,9 %, мистецтво, розваги та відпочинок — 14,6 %.